# Foveolocyathus parkeri
Foveolocyathus parkeri is een rifkoralensoort uit de familie van de Turbinoliidae. De wetenschappelijke naam van de soort is voor het eerst geldig gepubliceerd in 2004 door Cairns.